# Florin Popescu
Florin Popescu (Iancu Jianu, 30 agosto 1974) è un ex canoista rumeno.
Insieme a Mitică Pricop ha vinto una medaglia d'oro nel C2 1000 m e una di bronzo nel C2 500 m alle Olimpiadi di Sydney 2000.
Si è ritirato nel 2005 a causa di un infortunio dopo aver vinto il suo settimo titolo mondiale.

## Palmarès
- Olimpiadi

Sydney 2000: oro nel C2 1000 m, bronzo nel C2 500 m.
- Mondiali

1994: argento nel C4 500 m e C4 1000 m.
1995: oro nel C4 1000 m e argento nel C4 500 m.
1997: oro nel C4 1000 m e argento nel C4 500 m.
1998: argento nel C2 1000 m e C4 500 m.
1999: argento nel C4 500 m e bronzo nel C4 200 m.
2001: oro nel C4 500 m e bronzo nel C2 500 m.
2002: oro nel C4 500 m e argento nel C2 500 m.
2003: oro nel C2 1000 m e nel C4 500 m, argento nel C2 500 m e bronzo nel C4 200 m.
2005: oro nel C4 500 m.
- Campionati europei di canoa/kayak sprint

Plovdiv 1997: oro nel C4 1000m e argento nel C4 500m.
Zagabria 1999: oro nel C2 500m, argento nel C2 1000m, C4 200m e C4 500m.
Milano 2001: oro nel C2 500m e C2 1000m, argento nel C4 200m e nel C4 500m.
Seghedino 2002: oro nel C2 1000m e argento nel C2 500m.
Poznań 2004: oro nel C4 500m e bronzo nel C2 500m.
Poznań 2005: oro nel C4 500m.